# Cathy O'Donnell
Cathy O'Donnell, nacida Ann Steely (Siluria, Alabama, 6 de julio de 1923-Los Ángeles, 11 de abril de 1970), fue una actriz estadounidense.

## Biografía
Asistió a la Universidad de Oklahoma y estudió arte dramático en la American Academy of Dramatic Arts, después de lo cual hizo carrera en el teatro y en el cine. Firmó un contrato con Samuel Goldwyn para participar en su primera película, The Best Years of Our Lives (1946), donde interpretó a Wilma Cameron. Luego, en RKO, trabajó con Farley Granger en They Live by Night (1947), de Nicholas Ray. A los veintitrés años, se casó con Robert Wyler, de cuarenta y ocho años en aquel entonces, hermano mayor del director William Wyler. O'Donnell también formó parte del elenco de Ben-Hur (1959) como Tirzah, la hermana menor de Judah Ben Hur (Charlton Heston). Cathy O'Donnell murió de una hemorragia cerebral ocasionada por un cáncer a la edad de 46 años, el día del 22.º aniversario de su boda.

## Filmografía
Cine:
- Wonder Man (Un hombre fenómeno, 1945), clienta del Pelican Club (no acreditada)
- Los mejores años de nuestra vida (1946), Wilma Cameron
- The Amazing Mr. X (1948), Janet Burke
- Los amantes de la noche, de Nicholas Ray (1949), Keechie
- Bury Me Dead (1947), Rusty
- Side Street (1950), Ellen Norson
- The Miniver Story (1950), Judy Miniver
- Never Trust a Gambler (1951), Virginia Merrill
- Brigada 21 (1951), Susan Carmichael
- The Woman's Angle (1952), Nina Van Rhyne
- Eight O'Clock Walk (1954), Jill Manning
- L'amante di Paride, de Marc Allégret y Edgar G. Ulmer (La manzana de la discordia (1954), Enone
- Mad at the World (1955), Anne Bennett
- El hombre de Laramie (1955), Barbara Waggoman
- The Deerslayer, de Kurt Neumann (1957), Judith Hutter
- The Story of Mankind, de Irwin Allen (1957), cristiana de la antigüedad
- My World Dies Screaming (1958), Sheila Wayne Tierney (acreditada como Kathy O'Donnell)
- Ben-Hur (1959), Tirzah

Televisión:
- Lights Out (un episodio: «To See Ourselves», 1951)
- The Philip Morris Playhouse (un episodio: «Up for Parole», 1954)
- Center Stage (un episodio: «Chivalry at Howling Creek», 1954)
- The Best of Broadway (un episodio: «The Show-Off», 1955), Amy Fisher
- Climax! (un episodio: «Flight 951», 1955), Mona Herbert
- Matinee Theatre (un episodio: «Greybeards and Witches», 1956), Velna
- Zane Grey (un episodio: «Sundown at Bitter Creek», 1958), Jennie Parsons
- The Californians (un episodio: «Skeleton in the Closet», 1958), Grace Adams
- Man Without a Gun (un episodio: «Accused», 1959)
- Los detectives (un episodio: «The Trap», 1960), Laurie Dolan
- Tate (un episodio: «Quiet After the Storm», 1960), Amy
- El rebelde (dos episodios: «You Steal My Eyes» y «The Hope Chest», 1960), Prudence Gant y Felicity
- Perry Mason (un episodio: «The Case of the Fickle Fortune», 1961), Norma Brooks
- Sugarfoot (un episodio: «Angel», 1961)
- Bonanza (un episodio: «The Lila Conrad Story», 1964), Sarah Knowlton